# Alice Schlesinger
Alice Schlesinger –en hebreu, אליס שלזינגר– (Herzliya, 26 de maig de 1988) és una esportista israeliana que competeix en judo (des de l'any 2015 ho fa sota la bandera del Regne Unit).
Ha guanyat una medalla de bronze al Campionat Mundial de Judo de 2009 i quatre medalles de bronze al Campionat Europeu de Judo entre els anys 2008 i 2017.

## Palmarès internacional
| Representant a Israel        |                            |         |           |
| Campionat Mundial            |                            |         |           |
| Any                          | Lloc                       | Medalla | Categoria |
| 2009                         | Rotterdam ( Països Baixos) | 3       | –63 kg    |
| Campionat Europeu            |                            |         |           |
| Any                          | Lloc                       | Medalla | Categoria |
| 2008                         | Lisboa ( Portugal)         | 3       | –63 kg    |
| 2009                         | Tibilissi ( Geòrgia)       | 3       | –63 kg    |
| 2012                         | Txeliàbinsk ( Rússia)      | 3       | –63 kg    |
| Representant a el Regne Unit |                            |         |           |
| Campionat Europeu            |                            |         |           |
| Any                          | Lloc                       | Medalla | Categoria |
| 2017                         | Varsòvia ( Polònia)        | 3       | –63 kg    |